# 求是亭
求是亭，又名湖心亭，位于天津市南开区天津大学卫津路校区的敬业湖中，初建于1984年，2016年重建。

## 初建
1984年，天津大学在筹备九十周年校庆工程修建北洋广场时，同时修建的一座湖中之亭，该亭由天津大学建筑学院彭一刚院士设计。该亭因高悬天津大学90周年校庆时由“北洋大学-天津大学陕西校友会”捐赠的“实事求是”校训匾额，而被命名为“求是亭”。

## 复建
2016年10月，求是亭在建成32年后，因基础、梁柱等构件发生不同程度的损坏，存在安全隐患而被拆除在原地重建。求是亭作为天津大学的标志性景观，在拆除时引起了校友及舆论的关注。由于年代久远，求是亭的设计图纸已经遗失。天津大学校友、天津大学建筑设计规划研究总院的吴非在对求是亭原貌测绘的基础上，重新绘制设计、施工图纸，进行复建，原设计者彭一刚对复建工程进行把关。2017年4月3日，举行复建落成仪式，时任天津大学校长钟登华、天津大学陕西校友会会长赵鉴、设计师吴非、学生代表刘静仪共同为求是亭“实事求是”匾额揭幕。

## 文化
求是亭作为天津大学的文化地标，曾作为设计元素被绘制在天津大学录取通知书上。